# Tony Mowbray
Anthony Mark Mowbray, detto Tony Mowbray (Saltburn-by-the-Sea, 22 novembre 1963), è un allenatore di calcio ed ex calciatore inglese, di ruolo difensore.

## Biografia
La sua prima moglie, Bernadette Doyle Mowbray, è morta il giorno di Capodanno del 1995 a causa di un cancro al seno all'età di 26 anni.
Suo fratello Darren è l'attuale capo scout del Southampton.
Nel novembre 2024, a cinque mesi di distanza dall'ultima esperienza in panchina, gli viene diagnosticato un tumore all'intestino.

## Carriera

### Giocatore

#### Middlesbrough e Celtic
Mowbray approda ufficialmente al Middlesbrough nel 1982. Nel 1986, all'età di soli 22 anni, diviene capitano della squadra. Soprannominato "Mogga" dalla sua tifoseria, divenne una vera e propria icona del club, grazie alle sue 348 presenze in 9 stagioni complessive.
Nell'estate del 1991 viene ceduto per 1 milione di sterline al Celtic. In quattro annate passate ai Bhoys ha collezionato 78 presenze e 6 reti.

#### Ipswich Town e ritiro
Nel 1995 passa all'Ipswich Town, dove rimase per due anni divenendo anche capitano. Nel 2000 raggiunge la finale dei play-off contro il Barnsley a Wembley: la finale si concluse con la vittoria dell'Ipswich e la conseguente promozione in Premier League. Questa fu l'ultima gara da giocatore di Mowbray.

### Allenatore

#### Hibernian
Nel maggio 2004 assume la guida tecnica dell'Hibernian, in sostituzione a Bobby Williamson. Durante la sua prima annata in panchina, la squadra offre prestazioni sopra le aspettative, piazzandosi al terzo posto collezionando un totale di 61 punti e garantendosi così l'accesso alle coppe europee. Il debutto ufficiale degli scozzesi in una competizione UEFA arriva all'inizio dell'annata seguente, in un match perso per 5-1 contro il Dnipro valido per la fase a gironi di Coppa UEFA. Il 7 settembre 2006 firma il proprio rinnovo con la società per un ulteriore anno, che avrebbe avuto decorrenza a partire dal 1º luglio.

#### West Bromwich
Il 13 ottobre 2006 diviene nuovo tecnico del West Bromwich. Sebbene egli iniziò molto positivamente la stagione, un'improvvisa serie di risultati negativi fece sprofondare la squadra al quarto posto in classifica, non permettendole di essere promossa direttamente in Premier League. Tuttavia, il club si fece strada anche durante i play-off, riuscendo ad arrivare in finale contro il Derby County, perdendo però per 1-0.
Alla vigilia della stagione 2007-2008, la squadra cambiò notevolmente, cedendo numerosi giocatori in Premier League e riscattando la maggior parte dei giocatori precedentemente in prestito. Nel settembre 2007, dopo aver collezionato 13 punti sui 15 disponibili nelle prime giornate di campionato, ottiene il premio di allenatore del mese. Complice una stagione sopra le aspettative, la squadra riesce a raggiungere il primo posto in classifica e contestualmente la promozione in Premier League. L'8 maggio 2008 gli viene assegnato il premio di miglior allenatore del campionato.
Durante la stagione 2008-2009, la squadra di Mowbray ebbe un calo notevole di prestazione, arrivando persino a retrocedere da ultima in classifica.

#### Celtic
Il 16 giugno 2009 viene annunciato il suo approdo sulla panchina del Celtic, con il compito di sostituire il partente Gordon Strachan. Mowbray, nel gennaio 2010, venne etichettato come "assediato" da parte del The Herald a causa dei troppi risultati negativi incassati dal club nel mezzo della lotta al titolo. All'indomani della sconfitta per 0-4 contro il St. Mirren, Mowbray viene esonerato dalla società. Questa sconfitta ha rappresentato una delle umiliazioni peggiori nella storia del Celtic, ormai lontano in classifica dai suoi rivali di sempre, i Rangers.

#### Middlesbrough
Il 26 ottobre 2010 viene nominato nuovo tecnico del Middlesbrough. Esordisce sulla panchina del club il successivo 30 ottobre, incassando una sconfitta contro il Bristol City. A questo risultato seguirono poi due vittorie consecutive, ottenute contro Crystal Palace e Scunthorpe Utd. Termina la sua prima annata in panchina piazzandosi al dodicesimo posto in classifica.
Dopo un settimo posto nella stagione 2011-2012 e un sedicesimo posto nella stagione 2012-2013, si ritrova nell'annata 2013-2014 in estrema difficoltà, tanto da annunciare le proprie dimissioni il 21 ottobre 2013 dopo aver collezionato solamente 2 vittorie in 12 giornate.

#### Coventry City
Il 3 marzo 2015 approda sulla panchina del Coventry City, firmando un contratto valido fino al termine della stagione. Il compito principale di Mowbray era quello di salvare la squadra dalla retrocessione in Football League Two, cosa che infine gli riuscì grazie a una vittoria maturata all'ultima giornata contro il Crawley Town. Dopo lunghe trattative, il 26 giugno 2015 estende il proprio contratto con la società per altre due stagioni.
La stagione 2015-2016 si rivela più che positiva per il Coventry City, che grazie a prestazioni convincenti, riesce a piazzarsi all'ottavo posto. La stagione seguente, però, la squadra ha un calo di prestazione, tanto da accumulare una lunga serie di risultati negativi. Il 29 settembre 2016, data la situazione rimasta invariata, Mowbray rassegna le proprie dimissioni.

#### Blackburn
Il 22 febbraio 2017 si accasa sulla panchina del Blackburn, sottoscrivendo un contratto di 18 mesi. Nonostante una cospicua ripresa della forma fisica e un notevole miglioramento delle prestazioni, i Rovers chiusero la stagione retrocedendo in League One. Il 9 giugno 2017, dopo il termine della stagione, rinnova il proprio contratto con il club di un altro anno. La stagione successiva il club riuscì a risalire immediatamente in Championship, consolidando ufficialmente la propria promozione il 24 aprile, in seguito ad un successo in casa del Doncaster. Nel maggio 2022, dopo un totale di cinque stagioni in panchina, annuncia il proprio addio al club in scadenza di contratto.

#### Sunderland e Birmingham City
Il 30 agosto 2022 viene nominato sulla panchina del Sunderland in sostituzione di Alex Neil. Al suo primo anno, ha guidato la squadra alle semifinali dei play-off per la promozione contro il Luton Town, che eliminerà i Black Cats nella gara di ritorno vincendo per 2-0. L'anno seguente, la squadra ha un calo di prestazione, che relega la squadra al nono posto in classifica. Il 4 dicembre 2023 la società comunica di aver sollevato Mowbray dall'incarico.
L'8 gennaio 2024 ottiene la guida tecnica del Birmingham City, ma il successivo 19 febbraio affida momentaneamente l'incarico al suo vice Mark Venus per problemi di salute. Il 19 marzo viene comunicato che Mowbray avrebbe ottenuto un congedo medico fino all'inizio del pre-campionato della stagione 2024-2025 e che Gary Rowett avrebbe assunto la guida tecnica del club per le ultime otto gare della stagione. Il 21 maggio 2024 Mowbray rassegna le proprie dimissioni, affermando che le sue condizioni di salute non gli avrebbero permesso di ritornare in panchina.

#### Ritorno al West Bromwich
Il 19 gennaio 2025 viene annunciato il ritorno di Mowbray sulla panchina del West Bromwich dopo 16 anni. Due giorni dopo, al ritorno in panchina contro il Middlesbrough, ottiene una sconfitta 2-0. La prima vittoria arriva la settimana seguente, nel match casalingo contro il Portsmouth.

## Statistiche
Statistiche aggiornate al 18 dicembre 2023; in grassetto le competizioni vinte.
| Stagione             | Squadra              | Campionato           | Campionato | Campionato | Campionato | Campionato | Coppe nazionali | Coppe nazionali | Coppe nazionali | Coppe nazionali | Coppe nazionali | Coppe continentali | Coppe continentali | Coppe continentali | Coppe continentali | Coppe continentali | Altre coppe | Altre coppe | Altre coppe | Altre coppe | Altre coppe | Totale | Totale | Totale | Totale | % Vittorie | Piazzamento |
| Stagione             | Squadra              | Comp                 | G          | V          | N          | P          | Comp            | G               | V               | N               | P               | Comp               | G                  | V                  | N                  | P                  | Comp        | G           | V           | N           | P           | G      | V      | N      | P      | %          | Piazzamento |
| -------------------- | -------------------- | -------------------- | ---------- | ---------- | ---------- | ---------- | --------------- | --------------- | --------------- | --------------- | --------------- | ------------------ | ------------------ | ------------------ | ------------------ | ------------------ | ----------- | ----------- | ----------- | ----------- | ----------- | ------ | ------ | ------ | ------ | ---------- | ----------- |
| 2004-2005            | Hibernian            | SPL                  | 38         | 18         | 7          | 13         | SC+CdL          | 4+3             | 3+2             | 0+1             | 1+0             | Int                | 2                  | 0                  | 1                  | 1                  | -           | -           | -           | -           | -           | 47     | 23     | 9      | 15     | 48,94      | 3º          |
| 2005-2006            | Hibernian            | SPL                  | 38         | 17         | 5          | 16         | SC+CdL          | 4+2             | 3+1             | 0+0             | 1+1             | CU                 | 2                  | 0                  | 1                  | 1                  | -           | -           | -           | -           | -           | 46     | 21     | 6      | 19     | 45,65      | 4º          |
| 2006-gen. 2007       | Hibernian            | SPL                  | 9          | 3          | 2          | 4          | SC+CdL          | 0+2             | 2               | 0               | 0               | Int                | 4                  | 3                  | 0                  | 1                  | -           | -           | -           | -           | -           | 15     | 8      | 2      | 5      | 53,33      | Eson.       |
| Totale Hibernian     | Totale Hibernian     | Totale Hibernian     | 85         | 38         | 14         | 33         |                 | 15              | 11              | 1               | 3               |                    | 8                  | 3                  | 2                  | 3                  |             | -           | -           | -           | -           | 108    | 52     | 17     | 39     | 48,15      |             |
| gen.-giu. 2007       | West Bromwich        | FLC                  | 36+3       | 18+2       | 6+0        | 12+1       | FACup+CdL       | 4+1             | 2+0             | 2+0             | 0+1             | -                  | -                  | -                  | -                  | -                  | -           | -           | -           | -           | -           | 44     | 22     | 8      | 14     | 50,00      | Sub. 4º     |
| 2007-2008            | West Bromwich        | FLC                  | 46         | 23         | 12         | 11         | FACup+CdL       | 6+3             | 3+2             | 2+0             | 1+1             | -                  | -                  | -                  | -                  | -                  | -           | -           | -           | -           | -           | 55     | 28     | 14     | 13     | 50,91      | 1º          |
| 2008-2009            | West Bromwich        | PL                   | 38         | 7          | 8          | 23         | FACup+CdL       | 4+1             | 1+0             | 2+1             | 1+0             | -                  | -                  | -                  | -                  | -                  | -           | -           | -           | -           | -           | 43     | 8      | 11     | 24     | 18,60      | 20º         |
| 2009-gen. 2010       | Celtic               | SPL                  | 30         | 17         | 6          | 7          | SC+CdL          | 3+2             | 3+1             | 0+0             | 0+1             | UCL+UEL            | 4+6                | 1+1                | 0+3                | 3+2                | -           | -           | -           | -           | -           | 45     | 23     | 9      | 13     | 51,11      | Eson.       |
| 2010-2011            | Middlesbrough        | FLC                  | 33         | 14         | 9          | 10         | FACup+CdL       | 1+0             | 0               | 0               | 1               | -                  | -                  | -                  | -                  | -                  | -           | -           | -           | -           | -           | 34     | 14     | 9      | 11     | 41,18      | 12º         |
| 2011-2012            | Middlesbrough        | FLC                  | 46         | 18         | 16         | 12         | FACup+CdL       | 3+3             | 1+2             | 1+1             | 1+1             | -                  | -                  | -                  | -                  | -                  | -           | -           | -           | -           | -           | 52     | 21     | 18     | 14     | 40,38      | 7º          |
| 2012-2013            | Middlesbrough        | FLC                  | 46         | 18         | 5          | 23         | FACup+CdL       | 3+5             | 2+4             | 0+0             | 1+1             | -                  | -                  | -                  | -                  | -                  | -           | -           | -           | -           | -           | 54     | 24     | 5      | 25     | 44,44      | 16º         |
| 2013-gen. 2014       | Middlesbrough        | FLC                  | 12         | 2          | 6          | 4          | FACup+CdL       | 0+1             | 0               | 0               | 1               | -                  | -                  | -                  | -                  | -                  | -           | -           | -           | -           | -           | 13     | 2      | 6      | 5      | 15,38      | Eson.       |
| Totale Middlesbrough | Totale Middlesbrough | Totale Middlesbrough | 137        | 52         | 36         | 49         |                 | 16              | 9               | 2               | 5               |                    | -                  | -                  | -                  | -                  |             | -           | -           | -           | -           | 153    | 61     | 38     | 54     | 39,87      |             |
| gen.-giu. 2015       | Coventry City        | FL1                  | 13         | 5          | 4          | 4          | FACup+CdL       | -               | -               | -               | -               | -                  | -                  | -                  | -                  | -                  | FLT         | -           | -           | -           | -           | 13     | 5      | 4      | 4      | 38,46      | Sub. 17º    |
| 2015-2016            | Coventry City        | FL1                  | 46         | 19         | 12         | 15         | FACup+CdL       | 1+1             | 0+0             | 0+0             | 1+1             | -                  | -                  | -                  | -                  | -                  | FLT         | 1           | 0           | 0           | 1           | 49     | 19     | 12     | 18     | 38,78      | 8º          |
| 2016-gen. 2017       | Coventry City        | FL1                  | 10         | 0          | 6          | 4          | FACup+CdL       | 0+2             | 1               | 0               | 1               | -                  | -                  | -                  | -                  | -                  | FLT         | 1           | 1           | 0           | 0           | 13     | 2      | 6      | 5      | 15,38      | Eson.       |
| Totale Coventry City | Totale Coventry City | Totale Coventry City | 69         | 24         | 22         | 23         |                 | 4               | 1               | 0               | 3               |                    | -                  | -                  | -                  | -                  |             | 2           | 1           | 0           | 1           | 75     | 26     | 22     | 27     | 34,67      |             |
| gen.-giu. 2017       | Blackburn            | FLC                  | 15         | 5          | 7          | 3          | FACup+CdL       | -               | -               | -               | -               | -                  | -                  | -                  | -                  | -                  | -           | -           | -           | -           | -           | 15     | 5      | 7      | 3      | 33,33      | Sub. 21º    |
| 2017-2018            | Blackburn            | FL1                  | 46         | 28         | 12         | 6          | FACup+CdL       | 4+2             | 2+1             | 1+0             | 1+1             | -                  | -                  | -                  | -                  | -                  | FLT         | 3           | 1           | 0           | 2           | 55     | 32     | 13     | 10     | 58,18      | 2º          |
| 2018-2019            | Blackburn            | FLC                  | 46         | 16         | 12         | 18         | FACup+CdL       | 2+3             | 0+2             | 1+0             | 1+1             | -                  | -                  | -                  | -                  | -                  | -           | -           | -           | -           | -           | 51     | 18     | 13     | 20     | 35,29      | 15º         |
| 2019-2020            | Blackburn            | FLC                  | 46         | 17         | 12         | 17         | FACup+CdL       | 1+2             | 0+1             | 0+0             | 1+1             | -                  | -                  | -                  | -                  | -                  | -           | -           | -           | -           | -           | 49     | 18     | 12     | 19     | 36,73      | 11º         |
| 2020-2021            | Blackburn            | FLC                  | 46         | 15         | 12         | 19         | FACup+CdL       | 1+2             | 0+1             | 0+0             | 1+1             | -                  | -                  | -                  | -                  | -                  | -           | -           | -           | -           | -           | 49     | 16     | 12     | 21     | 32,65      | 15º         |
| 2021-2022            | Blackburn            | FLC                  | 46         | 19         | 12         | 15         | FACup+CdL       | 1+1             | 0+0             | 0+0             | 1+1             | -                  | -                  | -                  | -                  | -                  | -           | -           | -           | -           | -           | 48     | 19     | 12     | 17     | 39,58      | 8º          |
| Totale Blackburn     | Totale Blackburn     | Totale Blackburn     | 245        | 100        | 67         | 78         |                 | 19              | 7               | 2               | 10              |                    | -                  | -                  | -                  | -                  |             | 3           | 1           | 0           | 2           | 267    | 108    | 69     | 90     | 40,45      |             |
| set. 2022-2023       | Sunderland           | FLC                  | 40+2       | 16+1       | 13+0       | 11+1       | FACup+CdL       | 3+0             | 1               | 1               | 1               | -                  | -                  | -                  | -                  | -                  | -           | -           | -           | -           | -           | 45     | 18     | 14     | 13     | 40,00      | Sub. 6°     |
| lug.-dic. 2023       | Sunderland           | FLC                  | 19         | 8          | 3          | 8          | FACup+CdL       | 0+1             | 0+0             | 0+0             | 0+1             | -                  | -                  | -                  | -                  | -                  | -           | -           | -           | -           | -           | 20     | 8      | 3      | 9      | 40,00      | Eson.       |
| Totale Sunderland    | Totale Sunderland    | Totale Sunderland    | 61         | 25         | 16         | 20         |                 | 4               | 1               | 1               | 2               |                    | -                  | -                  | -                  | -                  |             | -           | -           | -           | -           | 65     | 26     | 17     | 22     | 40,00      |             |
| gen.-feb. 2024       | Birmingham City      | FLC                  | 6          | 3          | 1          | 2          | FACup+CdL       | 2+0             | 1+0             | 0+0             | 1+0             | -                  | -                  | -                  | -                  | -                  | -           | -           | -           | -           | -           | 8      | 4      | 1      | 3      | 50,00      | Sub. Dimis. |
| gen.-apr. 2025       | West Bromwich        | FLC                  | 17         | 5          | 4          | 8          | FACup+CdL       | -               | -               | -               | -               | -                  | -                  | -                  | -                  | -                  | -           | -           | -           | -           | -           | 17     | 5      | 4      | 8      | 29,41      | Sub. eson.  |
| Totale West Bromwich | Totale West Bromwich | Totale West Bromwich | 140        | 55         | 30         | 55         |                 | 19              | 8               | 7               | 4               |                    | -                  | -                  | -                  | -                  |             | -           | -           | -           | -           | 159    | 63     | 37     | 59     | 39,62      |             |
| Totale carriera      | Totale carriera      | Totale carriera      | 773        | 314        | 192        | 267        |                 | 84              | 42              | 13              | 29              |                    | 18                 | 5                  | 5                  | 8                  |             | 5           | 2           | 0           | 3           | 880    | 363    | 210    | 307    | 41,25      | J&N         |

## Palmarès

### Giocatore

#### Competizioni nazionali
- Coppa di Scozia: 1

Celtic: 1994-1995

### Allenatore

#### Competizioni nazionali
- Seconda divisione inglese: 1

West Bromwich: 2007-2008